# Ebbe Kops
Ebbe Knud Kops (* 5. Februar 1930 in Pedersborg; † 9. Februar 2021 in Ikast) war ein dänischer Boxer.

## Biografie
Ebbe Kops, der für den Korsløkke BK startete, wurde viermal Dänischer Meister. Bei den Olympischen Sommerspielen 1952 in Helsinki nahm er im Halbmittelgewichtsturnier teil. Nach einem Freilos in der ersten Runde schied er im Achtelfinale gegen den Südafrikaner Theunis van Schalkwyk mit 0:3 Punkten aus. Kops wurde Neunter im Endklassement.
Sein Bruder Poul war ebenfalls Boxer und sein Neffe Erland Badmintonspieler. Beide waren wie Ebbe Olympioniken.